# Bulbophyllum trigonidioides
Bulbophyllum trigonidioides là một loài phong lan thuộc chi Bulbophyllum.